# Agrotis posteli
Agrotis posteli là một loài bướm đêm trong họ Noctuidae.